# Mistrzostwa Świata U-17 w Piłce Nożnej Kobiet 2025 (eliminacje strefy CONCACAF)
Eliminacje do Mistrzostw Świata U-17 w Piłce Nożnej Kobiet 2025 w strefie CONCACAF, które odbyły się w Maroku.

## Format eliminacji
W eliminacjach wzięły udział 22 reprezentacje narodowe, które zostały rozlosowane do 6 grup, w których występowało po 3 i 4 zespoły. Najlepsza drużyna z każdej z 6 grup, dwóch najlepszych wicemistrzów oraz drużyny rozstawione awansują do drugiej rundy. W drugiej rundzie zespoły zostaną podzielone na 3 czterozespołowe drużyny. Mistrzowie grup oraz najlepszy z wicemistrzów automatycznie zakwalifikują się do Mistrzostw Świata U-17.

## Podział na koszyki
Na podstawie:
| Koszyk 1               | Koszyk 1 |
| Zespół                 | Miejsce  |
| ---------------------- | -------- |
| Kostaryka U-17         | 1        |
| Portoryko U-17         | 2        |
| Salwador U-17          | 3        |
| Jamajka U-17           | 4        |
| Panama U-17            | 5        |
| Trynidad i Tobago U-17 | 6        |

| Koszyk 1        | Koszyk 1 |
| Zespół          | Miejsce  |
| --------------- | -------- |
| Nikaragua U-17  | 7        |
| Honduras U-17   | 8        |
| Bermudy U-17    | 9        |
| Dominikana U-17 | 10       |
| Kuba U-17       | 11       |
| Gwatemala U-17  | 12       |

| Koszyk 3                 | Koszyk 3 |
| Zespół                   | Miejsce  |
| ------------------------ | -------- |
| Grenada U-17             | 13       |
| Curaçao U-17             | 14       |
| Saint Kitts i Nevis U-17 | 15       |
| Gujana U-17              | 16       |
| Kajmany U-17             | 17       |
| Belize U-17              | 18       |

| Koszyk 4                                  | Koszyk 4 |
| Zespół                                    | Miejsce  |
| ----------------------------------------- | -------- |
| Wyspy Dziewicze Stanów Zjednoczonych U-17 | 19       |
| Anguilla U-17                             | 20       |
| Turks i Caicos U-17                       | 21       |
| Saint Vincent i Grenadyny U-17            | 22       |

## Grupy
Legenda:
- Pkt – liczba punktów
- M – liczba meczów
- W – zwycięstwa (wygrane mecze)
- R – remisy
- P – porażki
- Br+ – bramki strzelone
- Br− – bramki stracone
- +/− – różnica bramek

### Grupa A
Wszystkie mecze tej grupy zostaną rozegrane na Portoryko.
| Lp. | Drużyna                        | M | Mecze | Mecze | Mecze | Bramki | Bramki | Bramki | Pkt |
| Lp. | Drużyna                        | M | W     | R     | P     | +      | −      | +/−    | Pkt |
| --- | ------------------------------ | - | ----- | ----- | ----- | ------ | ------ | ------ | --- |
| 1.  | Portoryko U-17                 | 3 | 3     | 0     | 0     | 6      | 1      | +5     | 9   |
| 2.  | Bermudy U-17                   | 3 | 2     | 0     | 1     | 8      | 3      | +5     | 6   |
| 3.  | Kajmany U-17                   | 3 | 1     | 0     | 2     | 4      | 3      | +1     | 3   |
| 4.  | Saint Vincent i Grenadyny U-17 | 3 | 0     | 0     | 3     | 1      | 12     | −11    | 0   |

| 27 stycznia 2025 15:30 CET | Portoryko U-17 · Garnett 3', 7' · Centano 21' | 3:0(3:0)Raport | Saint Vincent i Grenadyny U-17 | Estadio Centroamericano, Mayagüez Sędzia: Ximena Márquez |
|                            |                                               |                |                                |                                                          |

| 27 stycznia 2025 21:00 CET | Bermudy U-17 · Outerbridge 44', 54' | 2:0(1:0)Raport | Kajmany U-17 | Estadio Centroamericano, Mayagüez (Portoryko) Sędzia: Saphire Stockman |
|                            |                                     |                |              |                                                                        |

| 29 stycznia 2025 15:30 CET | Kajmany U-17 | 0:1(0:1)Raport | Portoryko U-17 · 38' Poidomani | Estadio Centroamericano, Mayagüez (Portoryko) Sędzia: Mirian Leon |
|                            |              |                |                                |                                                                   |

| 29 stycznia 2025 21:00 CET | Saint Vincent i Grenadyny U-17 · Hunte 31' | 1:5(1:0)Raport | Bermudy U-17 · 60' Welch · 62', 85' Gibbons-Thomas · 77' Patton · 88' Lightbourne | Estadio Centroamericano, Mayagüez (Portoryko) Sędzia: Cecile Hinds |
|                            |                                            |                |                                                                                   |                                                                    |

| 31 stycznia 2025 15:30 CET | Portoryko U-17 · Garnett 33' · Colón 90+4' | 2:1(1:0)Raport | Bermudy U-17 · 60' Welch | Estadio Centroamericano, Mayagüez Sędzia: Ximena Márquez |
|                            |                                            |                |                          |                                                          |

| 31 stycznia 2025 21:00 CET | Kajmany U-17 · De Quintal 18', 59', 67' · Ridley 45+3' | 4:0(2:0)Raport | Saint Vincent i Grenadyny U-17 | Estadio Centroamericano, Mayagüez (Portoryko) Sędzia: Saphire Stockman |
|                            |                                                        |                |                                |                                                                        |

### Grupa B
Wszystkie mecze tej grupy zostaną rozegrane na Trynidadzie i Tobago.
| Lp. | Drużyna                                   | M | Mecze | Mecze | Mecze | Bramki | Bramki | Bramki | Pkt |
| Lp. | Drużyna                                   | M | W     | R     | P     | +      | −      | +/−    | Pkt |
| --- | ----------------------------------------- | - | ----- | ----- | ----- | ------ | ------ | ------ | --- |
| 1.  | Honduras U-17                             | 3 | 3     | 0     | 0     | 7      | 0      | +7     | 9   |
| 2.  | Trynidad i Tobago U-17                    | 3 | 2     | 0     | 1     | 7      | 1      | +6     | 6   |
| 3.  | Belize U-17                               | 3 | 1     | 0     | 2     | 3      | 4      | −1     | 3   |
| 4.  | Wyspy Dziewicze Stanów Zjednoczonych U-17 | 3 | 0     | 0     | 3     | 0      | 12     | −12    | 0   |

| 27 stycznia 2025 22:00 CET | Honduras U-17 · Sánchez 6' · Merriam 90+3' | 2:0(1:0)Raport | Belize U-17 | Ato Boldon Stadium, Couva (Trynidad i Tobago) Sędzia: Kenisha Prescott |
|                            |                                            |                |             |                                                                        |

| 28 stycznia 2025 01:00 CET | Trynidad i Tobago U-17 · Martin 27', 29', 60', 67' · Lee Chong 89' | 5:0(2:0)Raport | Wyspy Dziewicze Stanów Zjednoczonych U-17 | Ato Boldon Stadium, Couva (Trynidad i Tobago) Sędzia: Glenda Lopez |
|                            |                                                                    |                |                                           |                                                                    |

| 29 stycznia 2025 22:00 CET | Wyspy Dziewicze Stanów Zjednoczonych U-17 | 0:4(0:2)Raport | Honduras U-17 · 10', 16' Sánchez · 54' Merriam · 67' Mercado | Ato Boldon Stadium, Couva (Trynidad i Tobago) Sędzia: Portia Davis |
|                            |                                           |                |                                                              |                                                                    |

| 30 stycznia 2025 01:00 CET | Belize U-17 | 0:2(0:1)Raport | Trynidad i Tobago U-17 · 30' Steele · 49' Gittens | Ato Boldon Stadium, Couva (Trynidad i Tobago) Sędzia: Smeedly Saint Jean |
|                            |             |                |                                                   |                                                                          |

| 31 stycznia 2025 22:00 CET | Belize U-17 · Smith 13', 34', 60' | 3:0(2:0)Raport | Wyspy Dziewicze Stanów Zjednoczonych U-17 | Ato Boldon Stadium, Couva (Trynidad i Tobago) Sędzia: Kenisha Prescott |
|                            |                                   |                |                                           |                                                                        |

| 1 lutego 2025 01:00 CET | Trynidad i Tobago U-17 | 0:1(0:0)Raport | Honduras U-17 · 76' Ramirez | Ato Boldon Stadium, Couva (Trynidad i Tobago) Sędzia: Glenda Lopez |
|                         |                        |                |                             |                                                                    |

### Grupa C
Wszystkie mecze tej grupy zostaną rozegrane na Dominikanie.
| Lp. | Drużyna             | M | Mecze | Mecze | Mecze | Bramki | Bramki | Bramki | Pkt |
| Lp. | Drużyna             | M | W     | R     | P     | +      | −      | +/−    | Pkt |
| --- | ------------------- | - | ----- | ----- | ----- | ------ | ------ | ------ | --- |
| 1.  | Panama U-17         | 3 | 3     | 0     | 0     | 20     | 4      | +16    | 9   |
| 2.  | Kuba U-17           | 3 | 2     | 0     | 1     | 9      | 9      | 0      | 6   |
| 3.  | Gujana U-17         | 3 | 1     | 0     | 2     | 10     | 6      | +4     | 3   |
| 4.  | Turks i Caicos U-17 | 3 | 0     | 0     | 3     | 1      | 21     | −20    | 0   |

| 27 stycznia 2025 22:00 CET | Kuba U-17 · López 44' · Calvo 64' | 2:1(1:0)Raport | Gujana U-17 · 56' Chasles | Estadio Olímpico Félix Sánchez, Santo Domingo (Dominikana) Sędzia: Itzel Hernandez |
|                            |                                   |                |                           |                                                                                    |

| 28 stycznia 2025 01:00 CET | Panama U-17 · Arosemena 3' · Zapata 31' · Onodera 38', 55' · Machado 68' · Yee 77' · Mow 79', 86' · Montenegro 90+2' | 9:0(3:0)Raport | Turks i Caicos U-17 | Estadio Olímpico Félix Sánchez, Santo Domingo (Dominikana) Sędzia: Nathalya Williams |
|                            | |                |                     |                                                                                      |

| 29 stycznia 2025 22:00 CET | Turks i Caicos U-17 | 0:5(0:2)Raport | Kuba U-17 · 14' (k), 46' (k) Borrego · 41', 83' Reyes · 86' López | Estadio Olímpico Félix Sánchez, Santo Domingo (Dominikana) Sędzia: Marjorie Ponce |
|                            |                     |                |                                                                   |                                                                                   |

| 30 stycznia 2025 01:00 CET | Gujana U-17 · Pasvolsky 12' · Chatta 82' | 2:3(1:2)Raport | Panama U-17 · 2' Mow · 7' Rendino · 72' Magellon | Estadio Olímpico Félix Sánchez, Santo Domingo (Dominikana) Sędzia: Neressa Goldson |
|                            |                                          |                |                                                  |                                                                                    |

| 31 stycznia 2025 22:00 CET | Gujana U-17 · Chasles 16', 22' · Sookdeo 20', 54' · Joseph 24', 41' · Benjamin 57' | 7:1(5:0)Raport | Turks i Caicos U-17 · 71' Jackson | Estadio Olímpico Félix Sánchez, Santo Domingo (Dominikana) Sędzia: Nathalya Williams |
|                            |                                                                                    |                |                                   |                                                                                      |

| 1 lutego 2025 01:00 CET | Panama U-17 · Mow 6', 12', 71' · Magallon 8', 82' · Onodera 18', 27' (k) · Zapata 70' | 8:2(5:2)Raport | Kuba U-17 · 24' Calvo · 44' Evelin | Estadio Olímpico Félix Sánchez, Santo Domingo (Dominikana) Sędzia: Itzel Hernandez |
|                         |                                                                                       |                |                                    |                                                                                    |

### Grupa D
Wszystkie mecze tej grupy zostaną rozegrane w Nikaragui.
| Lp. | Drużyna        | M | Mecze | Mecze | Mecze | Bramki | Bramki | Bramki | Pkt |
| Lp. | Drużyna        | M | W     | R     | P     | +      | −      | +/−    | Pkt |
| --- | -------------- | - | ----- | ----- | ----- | ------ | ------ | ------ | --- |
| 1.  | Salwador U-17  | 3 | 3     | 0     | 0     | 22     | 0      | +22    | 9   |
| 2.  | Gwatemala U-17 | 3 | 2     | 0     | 1     | 8      | 8      | 0      | 6   |
| 3.  | Curaçao U-17   | 3 | 1     | 0     | 2     | 6      | 11     | −5     | 3   |
| 4.  | Anguilla U-17  | 3 | 0     | 0     | 3     | 2      | 19     | −17    | 0   |

| 27 stycznia 2025 22:00 CET | Salwador U-17 · Carrillo 6' · Salgado 8', 41' · Buerger 30', 36', 54', 82' · Rodriguez 34' · Alvarenga 48' | 9:0(6:0)Raport | Anguilla U-17 | Estadio Nacional de Fútbol, Managua (Nikaragua) Sędzia: Priscila Perez |
|                            | |                |               |                                                                        |

| 28 stycznia 2025 01:00 CET | Gwatemala U-17 · Mayorga 2' · Galindo 32' (k) · Franco 88' | 3:1(2:1)Raport | Curaçao U-17 · 15' Alexandre | Estadio Nacional de Fútbol, Managua (Nikaragua) Sędzia: Belkis Flores |
|                            |                                                            |                |                              |                                                                       |

| 29 stycznia 2025 22:00 CET | Anguilla U-17 | 0:5(0:2)Raport | Gwatemala U-17 · 22' Galindo · 22' (sam.), 59' (sam.) Vanterpool · 55' Patzan · 76' Godoy | Estadio Nacional de Fútbol, Managua (Nikaragua) Sędzia: Moika Calme |
|                            |               |                |                                                                                           |                                                                     |

| 30 stycznia 2025 01:00 CET | Curaçao U-17 | 0:6(0:4)Raport | Salwador U-17 · 9', 17' Carrillo · 15', 28' Buerger · 75' Castro · 84' Rodriguez | Estadio Nacional de Fútbol, Managua (Nikaragua) Sędzia: Karitza Guerra |
|                            |              |                |                                                                                  |                                                                        |

| 31 stycznia 2025 22:00 CET | Curaçao U-17 · Cristina 25', 48', 70' · Nocento 35' · Koko 60' (k) | 5:2(2:2)Raport | Anguilla U-17 · 8' Gaskin · 44' Mccormack-Fleming | Estadio Nacional de Fútbol, Managua (Nikaragua) Sędzia: Karitza Guerra |
|                            |                                                                    |                |                                                   |                                                                        |

| 1 lutego 2025 01:00 CET | Salwador U-17 · Buerger 22', 50' · Carrillo 27', 41' · Rodriguez 35' · Santos 78', 86' | 7:0(4:0)Raport | Gwatemala U-17 | Estadio Nacional de Fútbol, Managua (Nikaragua) Sędzia: Karitza Guerra |
|                         |                                                                                        |                |                |                                                                        |

### Grupa E
Wszystkie mecze tej grupy zostaną rozegrane w Nikaragui.
| Lp. | Drużyna                  | M | Mecze | Mecze | Mecze | Bramki | Bramki | Bramki | Pkt |
| Lp. | Drużyna                  | M | W     | R     | P     | +      | −      | +/−    | Pkt |
| --- | ------------------------ | - | ----- | ----- | ----- | ------ | ------ | ------ | --- |
| 1.  | Nikaragua U-17           | 2 | 2     | 0     | 0     | 6      | 1      | +5     | 6   |
| 2.  | Jamajka U-17             | 2 | 1     | 0     | 1     | 7      | 2      | +5     | 3   |
| 3.  | Saint Kitts i Nevis U-17 | 2 | 0     | 0     | 2     | 0      | 10     | −10    | 0   |

### Grupa F
Wszystkie mecze tej grupy zostaną rozegrane na Dominikanie.
| Lp. | Drużyna         | M | Mecze | Mecze | Mecze | Bramki | Bramki | Bramki | Pkt |
| Lp. | Drużyna         | M | W     | R     | P     | +      | −      | +/−    | Pkt |
| --- | --------------- | - | ----- | ----- | ----- | ------ | ------ | ------ | --- |
| 1.  | Kostaryka U-17  | 2 | 2     | 0     | 0     | 10     | 0      | +10    | 6   |
| 2.  | Dominikana U-17 | 2 | 1     | 0     | 1     | 5      | 3      | +2     | 3   |
| 3.  | Grenada U-17    | 2 | 0     | 0     | 2     | 0      | 12     | −12    | 0   |

### Klasyfikacja II miejsc
| Lp. | Drużyna                | M | Mecze | Mecze | Mecze | Bramki | Bramki | Bramki | Pkt |
| Lp. | Drużyna                | M | W     | R     | P     | +      | −      | +/−    | Pkt |
| --- | ---------------------- | - | ----- | ----- | ----- | ------ | ------ | ------ | --- |
| E.  | Jamajka U-17           | 2 | 1     | 0     | 1     | 7      | 2      | +5     | 3   |
| F.  | Dominikana U-17        | 2 | 1     | 0     | 1     | 5      | 3      | +2     | 3   |
| A.  | Bermudy U-17           | 2 | 1     | 0     | 1     | 3      | 2      | +1     | 3   |
| B.  | Trynidad i Tobago U-17 | 2 | 1     | 0     | 1     | 2      | 1      | +1     | 3   |
| C.  | Kuba U-17              | 2 | 1     | 0     | 1     | 4      | 9      | −5     | 3   |
| D.  | Gwatemala U-17         | 2 | 1     | 0     | 1     | 3      | 8      | −5     | 3   |

## II runda
Legenda:
- Pkt – liczba punktów
- M – liczba meczów
- W – zwycięstwa (wygrane mecze)
- R – remisy
- P – porażki
- Br+ – bramki strzelone
- Br− – bramki stracone
- +/− – różnica bramek

### Grupa A
Wszystkie mecze tej grupy zostaną rozegrane w Meksyku.
| Lp. | Drużyna         | M | Mecze | Mecze | Mecze | Bramki | Bramki | Bramki | Pkt |
| Lp. | Drużyna         | M | W     | R     | P     | +      | −      | +/−    | Pkt |
| --- | --------------- | - | ----- | ----- | ----- | ------ | ------ | ------ | --- |
| 1.  | Meksyk U-17 (A) | 3 | 3     | 0     | 0     | 21     | 0      | +21    | 9   |
| 2.  | Kostaryka U-17  | 3 | 2     | 0     | 1     | 17     | 5      | +12    | 6   |
| 3.  | Haiti U-17      | 3 | 1     | 0     | 2     | 4      | 21     | −17    | 3   |
| 4.  | Bermudy U-17    | 3 | 0     | 0     | 3     | 2      | 18     | −16    | 0   |

| 31 marca 2025 20:00 CEST | Haiti U-17 | 0:8(0:5)Raport | Kostaryka U-17 · 19' Solano · 27', 39', 45+5' Paniagua · 45+2' Alfaro · 61' Recio · 70' Medina · 84' Lindo | Sede de la FM, Toluca (Meksyk) Sędzia: Sandra Benitez |
|                          |            |                | |                                                       |

| 31 marca 2025 23:00 CEST | Meksyk U-17 · Reyes 15' · Solís 16' · Miyazato 49' · Vázquez 52' · Villalpando 90+9' | 5:0(2:0)Raport | Bermudy U-17 | Sede de la FM, Toluca Sędzia: Glenda López |
|                          |                                                                                      |                |              |                                            |

| 2 kwietnia 2025 20:00 CEST | Bermudy U-17 · Samuels 90+4' | 1:4(0:3)Raport | Haiti U-17 · 14' (k), 27' Étienne · 17' Désert · 82' Piquion | Sede de la FM, Toluca (Meksyk) Sędzia: Danielle Chesky |
|                            |                              |                |                                                              |                                                        |

| 2 kwietnia 2025 23:00 CEST | Kostaryka U-17 | 0:4(0:3)Raport | Meksyk U-17 · 28' (k), 78' (k) Reyes · 31' Solís · 45+1' Sánchez | Sede de la FM, Toluca (Meksyk) Sędzia: Adorae Monroy |
|                            |                |                |                                                                  |                                                      |

| 5 kwietnia 2025 20:00 CEST | Kostaryka U-17 · Paniagua 11' (k) · Ocampo 20', 48' · Ruiz 28' (k) · Medina 30', 52', 72' · Simons 45+2' (sam.) · Murillo 90+3' | 9:1(4:1)Raport | Bermudy U-17 · 4' Sealey | Sede de la FM, Toluca (Meksyk) Sędzia: Adorae Monroy |
|                            | |                |                          |                                                      |

| 5 kwietnia 2025 23:00 CEST | Meksyk U-17 · Larco 3' (sam.) · Reyes 4', 9' · Stack 6', 23' · González 25' · J. Solís 33' · M. Solís 46', 86', 90+4' · Miyazato 55' · Núñez 62' | 12:0(6:0)Raport | Haiti U-17 | Sede de la FM, Toluca Sędzia: Glenda López |
|                            | |                 |            |                                            |

### Grupa B
Wszystkie mecze tej grupy zostaną rozegrane w Nikaragui.
| Lp. | Drużyna         | M | Mecze | Mecze | Mecze | Bramki | Bramki | Bramki | Pkt |
| Lp. | Drużyna         | M | W     | R     | P     | +      | −      | +/−    | Pkt |
| --- | --------------- | - | ----- | ----- | ----- | ------ | ------ | ------ | --- |
| 1.  | Kanada U-17 (A) | 3 | 3     | 0     | 0     | 10     | 2      | +8     | 9   |
| 2.  | Portoryko U-17  | 3 | 2     | 0     | 1     | 12     | 4      | +8     | 6   |
| 3.  | Panama U-17     | 3 | 1     | 0     | 2     | 3      | 8      | −5     | 3   |
| 4.  | Nikaragua U-17  | 3 | 0     | 0     | 3     | 0      | 11     | −11    | 0   |

| 2 kwietnia 2025 00:00 CEST | Portoryko U-17 · Falcon 1', 47' · Garnett 16', 20', 21' · Adame 70' | 6:1(4:1)Raport | Panama U-17 · 26' (sam.) Foye | Estadio Nacional de Fútbol, Managua (Nikaragua) Sędzia: Alex Billeter |
|                            |                                                                     |                |                               |                                                                       |

| 2 kwietnia 2025 03:00 CEST | Kanada U-17 · Kindel 18' · Kekic 34' · Hunter 41' · Chisholm 49' · Donnelly 90+4' | 5:0(3:0)Raport | Nikaragua U-17 | Estadio Nacional de Fútbol, Managua (Nikaragua) Sędzia: Shandor Wilkinson |
|                            |                                                                                   |                |                |                                                                           |

| 4 kwietnia 2025 00:00 CEST | Panama U-17 | 0:2(0:1)Raport | Kanada U-17 · 35' Kekic · 60' Reda | Estadio Nacional de Fútbol, Managua (Nikaragua) Sędzia: Priscila Pérez |
|                            |             |                |                                    |                                                                        |

| 4 kwietnia 2025 03:00 CEST | Nikaragua U-17 | 0:4(0:1)Raport | Portoryko U-17 · 35' Walton · 55' Russell · 59' Garnett · 87' Feliciano | Estadio Nacional de Fútbol, Managua Sędzia: Saphire Stockman |
|                            |                |                |                                                                         |                                                              |

| 7 kwietnia 2025 00:00 CEST | Kanada U-17 · Bader 45+5' · Chisholm 71' · Hunter 74' | 3:2(1:1)Raport | Portoryko U-17 · 45', 57' Falcon | Estadio Nacional de Fútbol, Managua (Nikaragua) Sędzia: Shandor Wilkinson |
|                            |                                                       |                |                                  |                                                                           |

| 7 kwietnia 2025 03:00 CEST | Panama U-17 · Onodera 3' · Mow 71' | 2:0(1:0)Raport | Nikaragua U-17 | Estadio Nacional de Fútbol, Managua (Nikaragua) Sędzia: Alex Billeter |
|                            |                                    |                |                |                                                                       |

### Grupa C
Wszystkie mecze tej grupy zostaną rozegrane w Trynidadzie i Tobago.
| Lp. | Drużyna                | M | Mecze | Mecze | Mecze | Bramki | Bramki | Bramki | Pkt |
| Lp. | Drużyna                | M | W     | R     | P     | +      | −      | +/−    | Pkt |
| --- | ---------------------- | - | ----- | ----- | ----- | ------ | ------ | ------ | --- |
| 1.  | Stany Zjednoczone U-17 | 0 | 0     | 0     | 0     | 0      | 0      | 0      | 0   |
| 2.  | Salwador U-17          | 1 | 0     | 1     | 0     | 1      | 1      | 0      | 1   |
| 3.  | Honduras U-17          | 1 | 0     | 1     | 0     | 1      | 1      | 0      | 1   |
| 4.  | Trynidad i Tobago U-17 | 0 | 0     | 0     | 0     | 0      | 0      | 0      | 0   |

| 31 marca 2025 22:00 CEST | Salwador U-17 · Buerger 13' | 1:1(1:0)Raport | Honduras U-17 · 61' Sánchez | Ato Boldon Stadium, Couva (Trynidad i Tobago) Sędzia: Marjorie Ponce |
|                          |                             |                |                             |                                                                      |

| 1 kwietnia 2025 01:00 CEST | Stany Zjednoczone U-17 · Anderson 63' · Johnson 78' · Sadler 90' | 3:0(0:0)Raport | Trynidad i Tobago U-17 | Ato Boldon Stadium, Couva (Trynidad i Tobago) Sędzia: Neressa Goldson |
|                            |                                                                  |                |                        |                                                                       |

### Klasyfikacja II miejsc
| Lp. | Drużyna        | M | Mecze | Mecze | Mecze | Bramki | Bramki | Bramki | Pkt |
| Lp. | Drużyna        | M | W     | R     | P     | +      | −      | +/−    | Pkt |
| --- | -------------- | - | ----- | ----- | ----- | ------ | ------ | ------ | --- |
| 1.  | Haiti U-17     | 0 | 0     | 0     | 0     | 0      | 0      | 0      | 0   |
| 3.  | Portoryko U-17 | 0 | 0     | 0     | 0     | 0      | 0      | 0      | 0   |
| 4.  | Salwador U-17  | 0 | 0     | 0     | 0     | 0      | 0      | 0      | 0   |

## Strzelczynie

### 9 goli
- Maya Buerger

### 7 goli
- Shaday Mow

### 5 goli
- Citlalli Reyes
- Angelina Carrillo
- Alison Onodera

### 4 gole
- Jazlyn Sánchez
- Nubia Medina
- Lucía Paniagua
- Gabriella Garnett
- Orielle Martin

### 3 gole
- Shanalee Smith
- Ruwenna Cristina
- Alexaudria Chasles
- Clara De Quintal
- Joselyn Solís
- Miranda Solís
- Yasselis Magellon
- Ava Rodriguez

### 2 gole
- Milan Gibbons-Thomas
- Daley Outerbridge
- Evans Welch
- Anaya Joseph
- Devi Sookdeo
- Linda Galindo
- Ella Étienne
- Alexandra Merriam
- Olivia Chisholm
- Kaylee Hunter
- Melisa Kekic
- Daniela Ocampo
- Sunehri Borrego
- Aneilis Calvo
- Yaiselis López
- Marianelis Reyes
- Anaiya Miyazato
- Ava Stack
- Kelly Zapata
- Giselle Falcon
- Abigail Salgado
- Audrina Santos

### 1 gol
- Safiyah Gaskin
- Samantha Mccormack-Fleming
- Keyandae Lightbourne
- Vani Patton
- Nila Samuels
- Janiya Sealey
- Jeandrelys Alexandre
- Destiny Koko
- Xiarleahmay Nocento
- Naomi Benjamin
- Veronica Chatta
- Avril Pasvolsky
- Waleska Franco
- Victoria Godoy
- Allison Mayorga
- Emily Patzan
- Dominique Désert
- Maya Piquion
- Stephany Mercado
- Paula Ramirez
- Olivia Ridley
- Joelle Bader
- Emma Donnelly
- Lacey Kindel
- Emma Reda
- Fabiana Alfaro
- Alisha Lindo
- Michelle Murillo
- Tiara Ruiz
- Raquel Recio
- Verónica Solano
- Olga Evelin
- Adrianna González
- Sofia Núñez
- Dafne Sánchez
- Valeria Vázquez
- Mia Villalpando
- Analia Arosemena
- Thelma Machado
- Stacy Montenegro
- Isabella Rendino
- Xianna Yee
- Mía Colón
- Selymar Centano
- Journie Feliciano
- Michaela Poidomani
- Jaeda Russell
- Jayla Walton
- Stephanie Hunte
- Angie Alvarenga
- Zoe Castro
- Rori Gittens
- Mia Lee Chong
- Cherina Steele
- Amika Jackson

### Gole samobójcze
- Keanna Vanterpool (dla Gwatemali)
- Keanna Vanterpool (dla Gwatemali)
- Yshalay Simons (dla Kostaryki)
- Miya Larco (dla Meksyku)